# شاردنتا سایا ندولو
شاردنتا سایا ندولو (انگلیسی: Chardente Saya Ndoulou؛ زادهٔ ۱۵ اوت ۱۹۹۰) بازیکن فوتبال اهل جمهوری کنگو است.
وی همچنین در تیم ملی فوتبال Congo بازی کرده‌است.